# ورزشگاه بین‌المللی حلب
ورزشگاه بین‌المللی حلب (به عربی: استاد حلب الدولي) ورزشگاه چندمنظوره و سرپوشیده‌ای است که در منطقه حمدانیه در شهر حلب سوریه واقع شده و بزرگ‌ترین ورزشگاه سوریه به‌شمار می‌رود و عمدتاً در آن مسابقات فوتبال برگزار می‌شود. این ورزشگاه، ورزشگاه اصلی باشگاه‌های الاتحاد و الحریة است؛ امّا گاهی اوقات میزبان برخی از مسابقات تیم ملّی فوتبال سوریه نیز می‌باشد. هم‌اکنون این ورزشگاه محل تمرین باشگاه الاتحاد حلب است و در سطح آسیا رتبهٔ بالایی دارد و به‌خاطر لوکس بودن و تجهیزات پیشرفته‌اش شناخته می‌شود. این ورزشگاه در ۱۷ آوریل ۲۰۰۷ افتتاح شد و گنجایش آن به ۷۵٬۰۰۰ نفر می‌رسد.

## آتش‌سوزی در ورزشگاه
در عصر چهارشنبه ۱۸ دسامبر ۲۰۲۴، ورزشگاه بین‌المللی حلب دچار آتش‌سوزی گسترده‌ای شد. سازمان دفاع مدنی سوریه با انتشار بیانیه‌ای اعلام کرد: «تیم‌های ما آتش‌سوزی رخ داده در سالن پذیرش ورزشگاه بین‌المللی شهر حلب واقع در منطقهٔ الحمدانیه را مهار کردند.» در این بیانیه با اشاره به نامعلوم بودن علّت آتش‌سوزی تصریح شده است: «تیم‌های ما پس از دو ساعت تلاش مداوم، با مشارکت ۱۵ داوطلب از دفاع مدنی سوریه موسوم به کلاه‌سفیدها، با بهره‌گیری از پنج ماشین آتش‌نشانی، خودروهای حمل آب، ۲ آمبولانس و ۲ خودروی خدماتی موفق به خاموش کردن آتش و خنک‌سازی محل شدند و اطمینان حاصل کردند که هیچ تلفات یا آسیب‌دیدگی در میان شهروندان حاضر در محل وجود ندارد.» این آتش‌سوزی باعث فروریختن سقف ساختمان‌ها و اتاق‌های داخل آن شد.
ورزشگاه بین‌المللی حلب در آوریل ۲۰۰۷ با برگزاری مسابقهٔ دوستانه‌ای بین تیم الاتحاد حلب و فنرباغچه ترکیه و با حضور بشار اسد، رئیس‌جمهور سوریه و رجب طیب اردوغان، نخست‌وزیر ترکیه افتتاح شد. این بازی با تساوی ۲–۲ به پایان رسید.

## نگارخانه

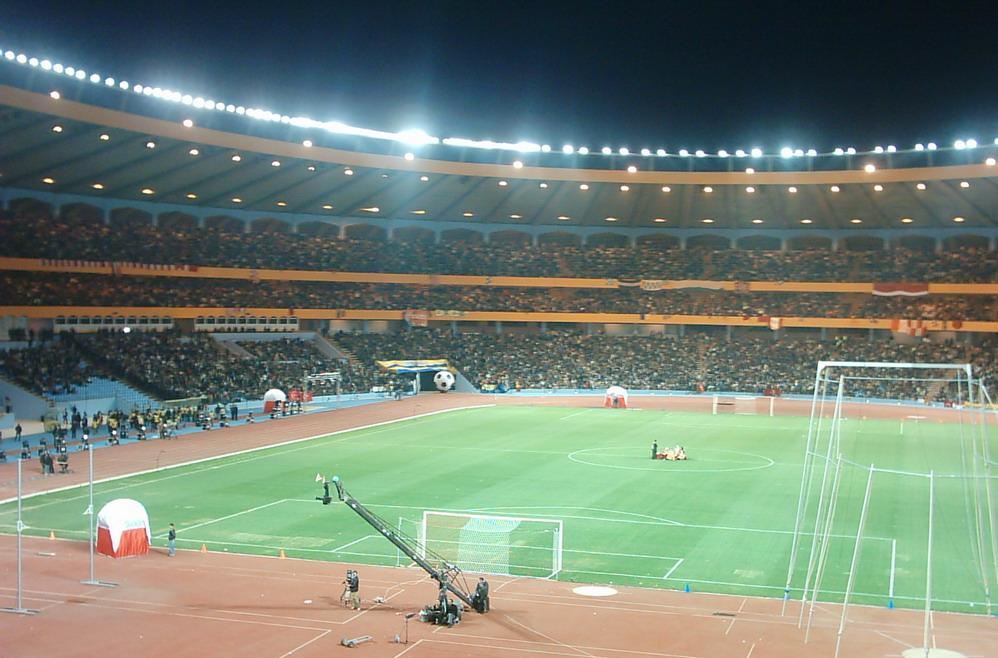
ورزشگاه در شب
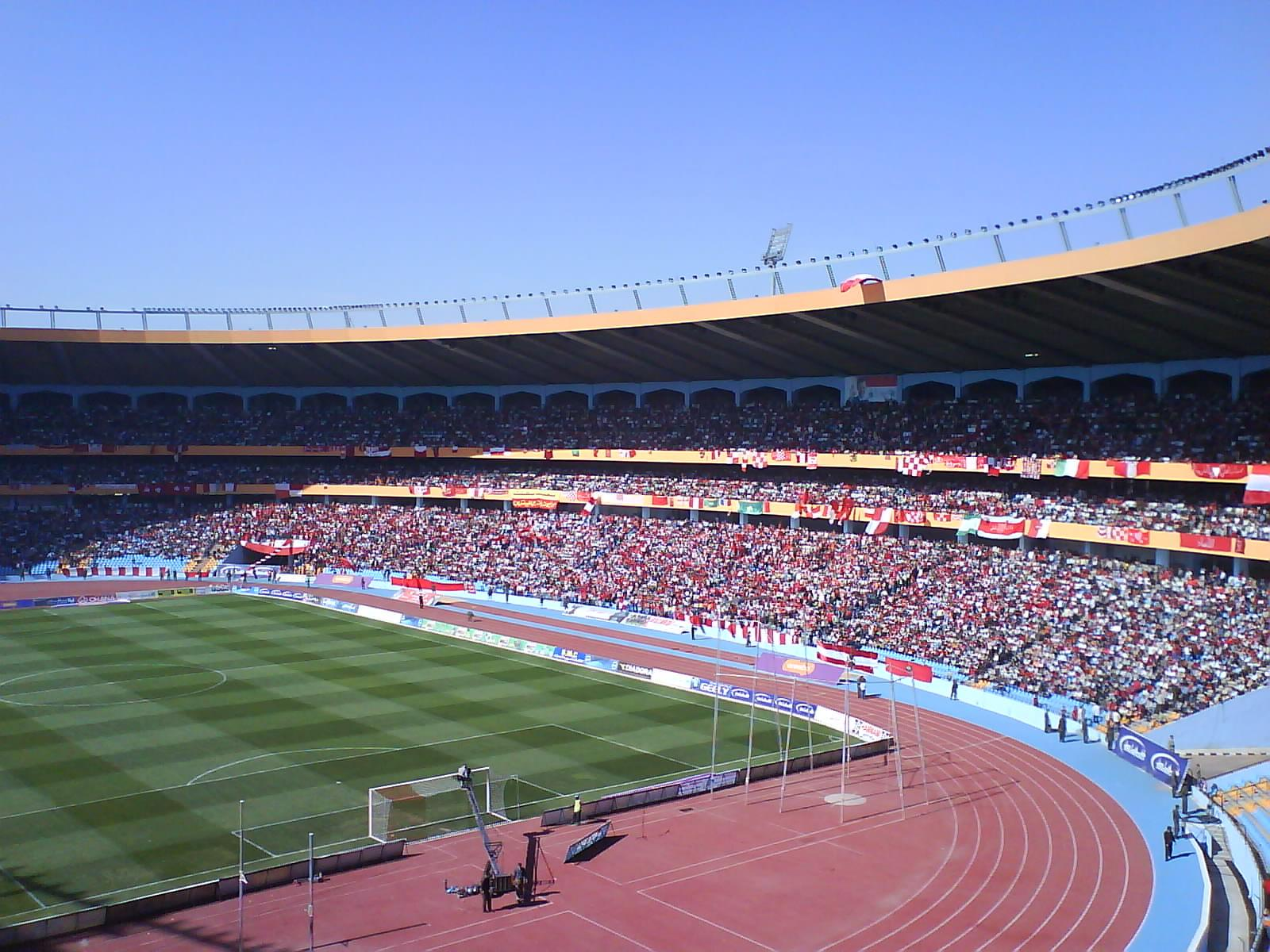
ورزشگاه در روز
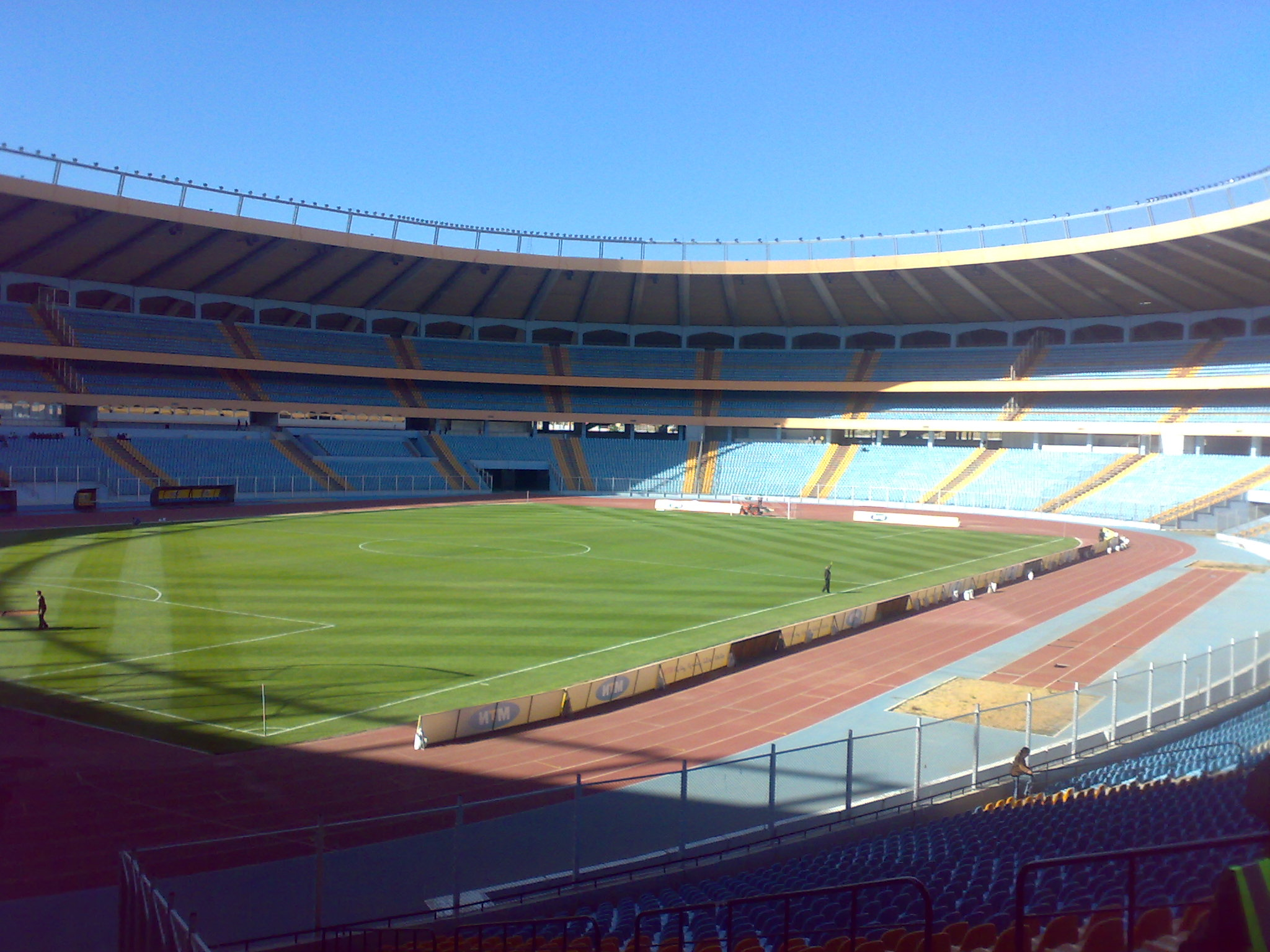
ورزشگاه در روز